# 바르샤바 대극장

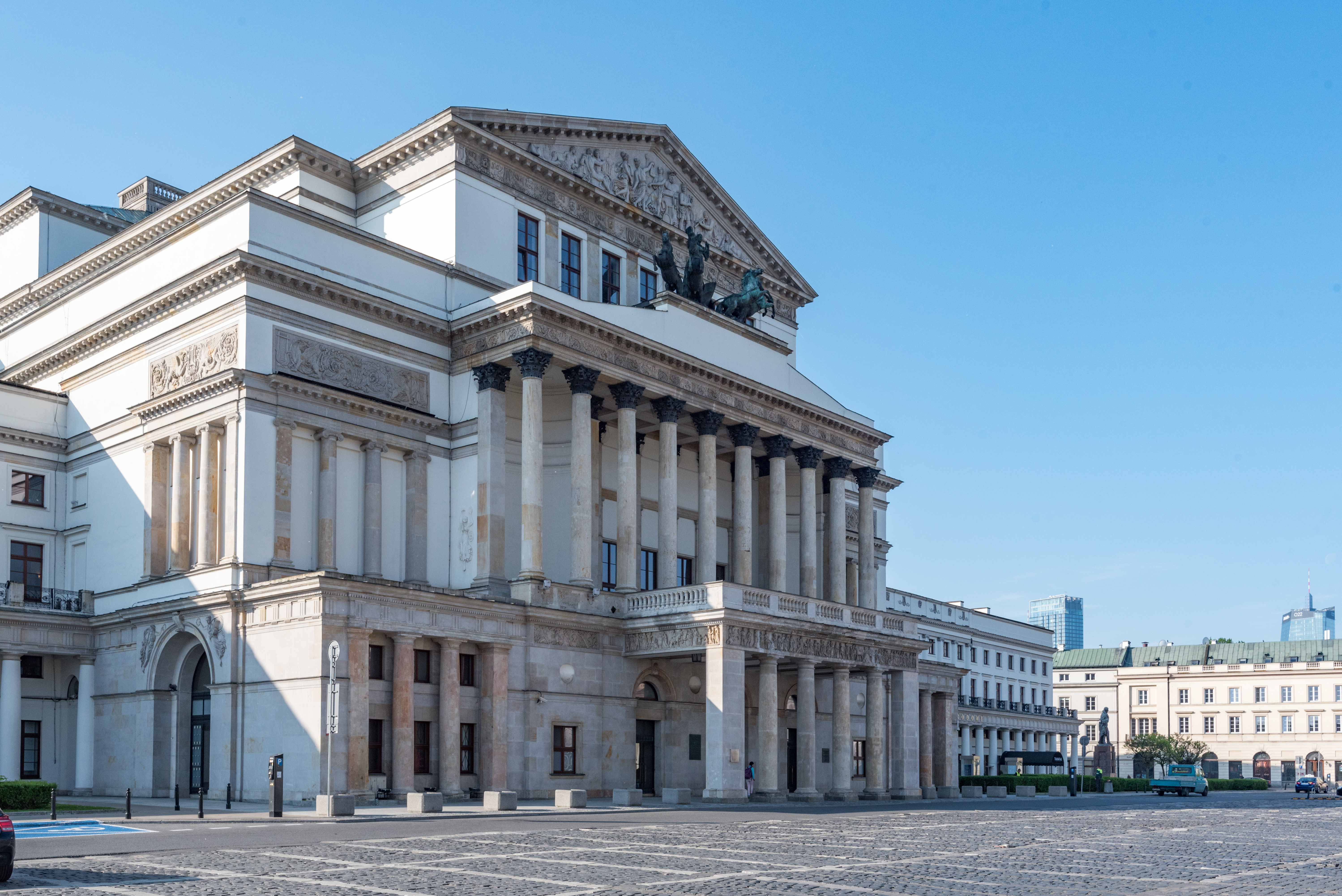
바르샤바 대극장

바르샤바 대극장(폴란드어: Teatr Wielki w Warszawie)은 폴란드 마조프셰주 바르샤바에 있는 극장 겸 오페라 극장이다. 바르샤바 대극장은 폴란드 국립 발레단의 본거지이며 2,000석 이상의 좌석을 보유하고 있다.
바르샤바 대극장은 1833년 2월 24일 조아키노 로시니의 "세비야의 이발사"를 공연하면서 개관했다. 제2차 세계 대전 때 건물이 폭격을 받고 거의 완전히 파괴된 후 20년 이상 문을 닫은 후 1965년 11월 19일에 재건되어 다시 문을 열었다. 원래 건물은 건축가 안토니오 코라치와 크리스티안 피오트르 아이그네르가 신고전주의 양식으로 설계했으며 나중에 보흐단 프니에프스키가 복원했다.